# Caterina di Valois (1428-1446)
Caterina di Valois (1428 – Bruxelles, 13 luglio 1446) era figlia del re Carlo VII di Francia e di Maria d'Angiò.

## Biografia
Suoi nonni materni erano Luigi II d'Angiò, duca di Angiò, conte di Provenza e re di Napoli, e la principessa aragonese Iolanda di Aragona; suoi nonni paterni erano Carlo VI di Francia e Isabella di Baviera.
Venne data in moglie al conte di Charolais Carlo, figlio del duca di Borgogna Filippo III e della principessa portoghese Isabella d'Aviz (1397-1471). Le nozze vennero celebrate il 19 maggio 1440 a Blois: Caterina aveva dodici anni, mentre Carlo ne aveva sette.
Il matrimonio durò sei anni e si concluse con la morte prematura di Caterina. Suo marito, divenuto nel 1467 duca di Borgogna, si sarebbe risposato altre due volte: con Isabella di Borbone nel 1454 e nel 1468 con Margherita di York. Dalla seconda moglie ebbe Maria, futura consorte di Massimiliano I d'Asburgo.

## Ascendenza
|                      |                 |                                   | Genitori                 |  |  | Nonni |  |  | Bisnonni           |  |  | Trisnonni              |  |
|                      |                 |                                   |                          |  |  |       |  |  | Carlo V di Francia |  |  | Giovanni II di Francia |  |
|                      |                 |                                   |                          |  |  |       |  |  | Carlo V di Francia |  |  | Giovanni II di Francia |  |
|                      |                 | Bona di Lussemburgo               |                          |  |  |       |  |  | Carlo V di Francia |  |  |                        |  |
| Carlo VI di Francia  |                 |                                   |                          |  |  |       |  |  | Carlo V di Francia |  |  |                        |  |
|                      |                 | Giovanna di Borbone               | Pietro I di Borbone      |  |  |       |  |  |                    |  |  |                        |  |
|                      |                 | Giovanna di Borbone               | Pietro I di Borbone      |  |  |       |  |  |                    |  |  |                        |  |
|                      |                 | Giovanna di Borbone               | Isabella di Valois       |  |  |       |  |  |                    |  |  |                        |  |
| Carlo VII di Francia |                 | Giovanna di Borbone               |                          |  |  |       |  |  |                    |  |  |                        |  |
|                      |                 | Stefano III di Baviera-Ingolstadt | Stefano II di Baviera    |  |  |       |  |  |                    |  |  |                        |  |
|                      |                 | Stefano III di Baviera-Ingolstadt | Stefano II di Baviera    |  |  |       |  |  |                    |  |  |                        |  |
|                      |                 | Stefano III di Baviera-Ingolstadt | Isabella di Sicilia      |  |  |       |  |  |                    |  |  |                        |  |
| Isabella di Baviera  |                 | Stefano III di Baviera-Ingolstadt |                          |  |  |       |  |  |                    |  |  |                        |  |
|                      |                 | Taddea Visconti                   | Bernabò Visconti         |  |  |       |  |  |                    |  |  |                        |  |
|                      |                 | Taddea Visconti                   | Bernabò Visconti         |  |  |       |  |  |                    |  |  |                        |  |
|                      |                 | Taddea Visconti                   | Regina della Scala       |  |  |       |  |  |                    |  |  |                        |  |
| Caterina di Valois   |                 | Taddea Visconti                   |                          |  |  |       |  |  |                    |  |  |                        |  |
|                      | Luigi I d'Angiò | Giovanni II di Francia            |                          |  |  |       |  |  |                    |  |  |                        |  |
|                      | Luigi I d'Angiò | Giovanni II di Francia            |                          |  |  |       |  |  |                    |  |  |                        |  |
|                      | Luigi I d'Angiò | Bona di Lussemburgo               |                          |  |  |       |  |  |                    |  |  |                        |  |
| Luigi II d'Angiò     | Luigi I d'Angiò |                                   |                          |  |  |       |  |  |                    |  |  |                        |  |
|                      |                 | Maria di Blois-Châtillon          | Carlo di Blois-Châtillon |  |  |       |  |  |                    |  |  |                        |  |
|                      |                 | Maria di Blois-Châtillon          | Carlo di Blois-Châtillon |  |  |       |  |  |                    |  |  |                        |  |
|                      |                 | Maria di Blois-Châtillon          | Giovanna di Penthièvre   |  |  |       |  |  |                    |  |  |                        |  |
| Maria d'Angiò        |                 | Maria di Blois-Châtillon          |                          |  |  |       |  |  |                    |  |  |                        |  |
|                      |                 | Giovanni I d'Aragona              | Pietro IV di Aragona     |  |  |       |  |  |                    |  |  |                        |  |
|                      |                 | Giovanni I d'Aragona              | Pietro IV di Aragona     |  |  |       |  |  |                    |  |  |                        |  |
|                      |                 | Giovanni I d'Aragona              | Eleonora di Sicilia      |  |  |       |  |  |                    |  |  |                        |  |
| Iolanda di Aragona   |                 | Giovanni I d'Aragona              |                          |  |  |       |  |  |                    |  |  |                        |  |
|                      |                 | Iolanda di Bar                    | Roberto I di Bar         |  |  |       |  |  |                    |  |  |                        |  |
|                      |                 | Iolanda di Bar                    | Roberto I di Bar         |  |  |       |  |  |                    |  |  |                        |  |
|                      |                 | Iolanda di Bar                    | Maria di Valois          |  |  |       |  |  |                    |  |  |                        |  |
|                      |                 | Iolanda di Bar                    |                          |  |  |       |  |  |                    |  |  |                        |  |